# Ricardo Acevedo Bernal
 Ricardo Acevedo Bernal  (Bogotá, 4 de maio de 1867 — Roma, 7 de abril de 1930) foi um pintor e músico colombiano.
Foi diretor da Escola Nacional de Belas Artes de Bogotá, professor de pintura e um reconhecido retratista, fotógrafo e compositor. Foi o fundador da pinacoteca do Museu Nacional da Colômbia.
Praticou a pintura religiosa. Algumas de suas obras são Triunfo de la Virgen del Carmen, El Evangelista San Marcos, El Bautismo de Cristo, e provavelmente os seus melhores trabalhos.